# Sindrome di Gradenigo
La sindrome di Gradenigo o sindrome di Gradenigo-Lannois è, in genere, è una complicazione dell'otite media, ed è conseguenza di una infiammazione purulenta dell'apice dell'osso temporale.

## Sintomatologia
Si caratterizza per una triade sintomatologica che consiste in:
- otorrea mucopurulenta;
- paralisi del VI nervo cranico (che innerva il muscolo retto laterale dell'occhio);
- interessamento del nervo trigemino con nevralgia.